# Sonbhadra
Sonbhadra is een district van de Indiase staat Uttar Pradesh. Het district telt 1.463.468 inwoners (2001) en heeft een oppervlakte van 6788 km². Daarmee is het een van de grootste districten van Uttar Pradesh.
Het district Sonbhadra ligt ongeveer 70 kilometer ten zuiden van de stad Benares (Varanasi) en maakt deel uit van de divisie Mirzapur. De hoofdstad is Robertsganj, dat ook wel bekendstaat als Sonbhadra City. Andere plaatsen binnen het district zijn onder meer Renukoot, Obra, Dudhi en Anpara.
Sonbhadra ligt in het uiterste zuidoosten van Uttar Pradesh en grenst aan vier andere Indiase staten: Madhya Pradesh in het westen, Chhattisgarh in het zuiden, Jharkhand in het oosten en Bihar in het noordoosten. Het district wordt doorsneden door de rivier de Son. In het centrale deel van het district monden de rivieren de Rihand en de Kanhar in de Son uit. In het zuidwesten van het district bevindt zich de Rihanddam en het Govind Ballabh Pant Sagar, een van de grootste stuwmeren van India.
Hoofdstad: Lucknow
Districten:
Divisie Agra: Agra · Firozabad · Mainpuri · Mathura
Divisie Aligarh: Aligarh · Etah · Hathras · Kasganj
Divisie Ayodhya (Faizabad): Ambedkar Nagar · Amethi · Ayodhya (Faizabad) · Barabanki · Sultanpur
Divisie Azamgarh: Azamgarh · Ballia · Mau
Divisie Bareilly: Bareilly · Budaun · Pilibhit · Shahjahanpur
Divisie Basti: Basti · Sant Kabir Nagar · Siddharthnagar
Divisie Benares (Varanasi): Benares (Varanasi) · Chandauli · Ghazipur · Jaunpur
Divisie Chitrakoot: Banda · Chitrakoot · Hamirpur · Mahoba
Divisie Devipatan: Bahraich · Balrampur · Gonda · Shravasti
Divisie Gorakhpur: Deoria · Gorakhpur · Kushinagar · Maharajganj
Divisie Jhansi: Jalaun · Jhansi · Lalitpur
Divisie Kanpur: Auraiya · Etawah · Farrukhabad · Kannauj · Kanpur Dehat · Kanpur Nagar
Divisie Lucknow: Hardoi · Lakhimpur Kheri · Lucknow · Raebareli · Sitapur · Unnao
Divisie Meerut: Bagpat · Bulandshahr · Gautam Buddha Nagar · Ghaziabad · Hapur · Meerut
Divisie Mirzapur: Bhadohi · Mirzapur · Sonbhadra
Divisie Moradabad: Amroha · Bijnor · Moradabad · Rampur · Sambhal
Divisie Prayagraj (Allahabad): Fatehpur · Kaushambi · Pratapgarh · Prayagraj (Allahabad)
Divisie Saharanpur: Muzaffarnagar · Saharanpur · Shamli